# Zsoldos Vera
Zsoldos Vera, névvariáns: Zsoldos Veronika (Budapest, 1924. március 10. – Budapest, 2016. június 21.) magyar grafikusművész, illusztrátor, író.

## Életútja
Az Atelier rajziskolában kezdett rajzzal komolyabban foglalkozni. A második világháborúban elhurcolták. 1951-1956 között a Magyar Képzőművészeti Főiskola hallgatója volt. 1957-ben diplomázott. Mestere: Fónyi Géza Kossuth-díjas festő- és mozaikművész. A főiskolán alkalmazott grafika tanára volt az alig pár évvel idősebb Zelenák Crescencia, akivel élete végéig jó barátságot ápolt. Ugyancsak ebből az időszakból eredő tartós barátságai voltak Edinger Balázs Márta (EDMA) Munkácsy-díjas grafikus, karikaturista és Vajda Lívia (Lili) festőművész, aki később Párizsban élt. Grafikusként rengeteget dolgozott, közel 600 könyvet illusztrált, könyvborítókat tervezett. Az Országos Széchényi Könyvtár katalógusaiban 416 mű illusztrátoraként van nyilvántartva. Művészi alkotó munkája mellett a Szépirodalmi Könyvkiadónál a képszerkesztőség vezetőjeként dolgozott nyugdíjba vonulásáig. Itt a kiadó vezetői mellett, számos íróval, grafikussal, művészkollégával került kapcsolatba. A hatvanas évek végétől folyamatosan jelentek meg az általa rajzolt diafilmek. (Ki látta Erzsit?; Kutya-tár; Zengő ABC; Suttog a fenyves; stb.) A legkisebb olvasóknak leporelló jellegű lapozók jelentek meg rajzaival. (Lapozgató; Bölcsődében; Sétálunk, sétálunk) A Jó kutya voltam című könyv írójaként is megismerhették olvasói Zsoldos Verát. A meseregény főhőse a kis foxi kutya: Csipi. A könyvből később diafilm is készült, természetesen mindkettő (a könyv és a diafilm is) a művésznő rajzaival jelent meg. Munkásságáért a Művelődési Minisztérium Nívódíját is megkapta. Illusztrációi megjelentek gyermeklapokban is (Kisdobos, Dörmögő Dömötör, Pajtás) Ismerősek lehetnek a grafikusnő munkái felnőtt- és gyermek szépirodalmi és ismeretterjesztő művek, mesekönyvek, tankönyvek, nyelvkönyvek valamint Gerald Durrell és P. G. Wodehouse könyvek lapjairól, a gyermekirodalom klasszikus alkotásainak (Bogáncs, Barátom, Bonca, Óz, a nagy varázsló, Holle anyó) rajzairól, valamint a régi diafilmek kockáiról. Két lánya, 5 unokája és 8 dédunokája született még életében, a kilencedikről is tudott, de már nem élhette meg a születését. 2004-ben átvehette a Magyar Köztársasági Érdemrend lovagkeresztjét. Fontosabb kiállításai: Hűvösvölgyi Galéria - Budapest, (2004); Wekerlei Kultúrház és Könyvtár - Budapest, (2012); Klebelsberg Kultúrkúria - Budapest, (2014)

## Díjai, elismerései
- Nívódíj (1994)
- Művelődési és Közoktatási Minisztérium alkotói különdíj (1997)
- Magyar Köztársasági Érdemrend lovagkeresztje (2004)

## Kiállításaiból
- Wekerlei Kultúrház és Könyvtár, Budapest (2012)
- 60 év, 60 diakép, 60 grafikus – Klebelsberg Kultúrkúria, Budapest (2014)

## Könyvei

### Meseregénye, melyet természetesen illusztrált is
- Jó kutya voltam (1975) ISBN 9631102297

(Megjegyzés: Később ebből az írásából készült el a Csipi c. diafilm)

### Fontosabb könyvillusztrációi
A lista nem teljes, csak töredéke a kb. 600 könyvnek, melyet Zsoldos Vera illusztrált:
- Thury Zsuzsa: Ördögtánc (1959)
- Swift: Gulliver utazása Lilliputban (1959)
- L. Frank Baum: Óz, a nagy varázsló (1961)
- Albert Hochheimer: Hó és parázs (1961)
- B. Radó Lili: Petty királylány bánata (1966)
- Hópihécske (1966)
- Altay Margit: Amit az óra mesél (1967)
- Fanta Mária: Tüni (1967)
- Nagy Katalin: Intőkönyvem története (1968)
- Noszov: Nyulacska (1968)
- Csíki Kovács Dénes: Gurulj, gurulj, mogyoró! (1968)
- Tatay Sándor: A táltos autó (1968)
- Halasi Mária: Az utolsó padban (1969)
- Illés Sándor: Morzsi (1969)
- Fanta Mária: A zöldkirály (1969)
- Egyszer volt... (1969)
- Ismeretlen ismerősök (1969)
- Justh Zsigmond: A pénz legendája (1969)
- Lev Kasszil: Őfensége nyaral (1969)
- Palotai Boris: Pokróc az ablakon (1970)
- Hárs László: Majd a gyerekek (1970)
- Gyárfás Miklós: Az oroszlánidomító (1970)
- Németh István: Vadalma (1970)
- Palotai Boris: Pokróc az ablakon (1970)
- Tordon Ákos: Az utolsó oroszlán (1970)
- Tóth Tibor: Pozsonyi Nyár (1970)
- Brasnyó István: Égi laboda (1971)
- Hárs László: Igazán gyerekjáték (1971)
- Jerzy Broszkiewicz: Egész héten esni fog? (1971)
- Balázs Anna: Történetek Flóráról (1972)
- Astrid Lindgren: Harisnyás Pippi (1972)
- Királyhegyi Pál: Ami sürgős, az ráér (1972)
- Hárs László: Ezek a pesti gyerekek (1972)
- Viktor Borozgyin: Egy kisfiú keresi a napot (1973)
- Hámos György: Szatírák könyve (1973)
- Nagy Katalin: A világ legrosszabb gyereke (1973)
- Bakó Ágnes: Tücsi nem hagyja magát (1974)
- Bakó Ágnes: Mesélj rólam! (1974)
- Lev Kasszil-Maksz Poljanovszkij: Nem mese ez, Gorka! (1974)
- Osvát Erzsébet: Zsémbes Zsófi ébredése (1974)
- Gyárfás Miklós: Szilveszter (1975)
- Albert Lihanov: Nagymama ikonja (1975)
- Márton Klára: Tessék engem elrabolni! (1975)
- Varga Imre: Összevissza ivadékok (1975)
- Bakó Ágnes: Andi és a világ (1976)
- Csehov: A szökevény (1977)
- Bakó Ágnes: Nyulacska (1977)
- Betty Cavanna: Mintha nővérek lennénk (1977)
- Kántor Zsuzsa: Felvétel indul (1977)
- Thury Zsuzsa: Szökés karácsonykor (1977)
- Varga Katalin: Piskóta (1977)
- Varga Katalin: Lenin lámpácskái (1977)
- Fekete István: Bogáncs (1978)
- Kende Sándor: Lusta Emmi és az indián (1979)
- Mihail Zoscsenko: Fagylalt és kalucsni (1979)
- Fehér Klára: Fele királyságom (1980)
- Királyhegyi Pál: Négyszemközt önmagammal (1980)
- Lapozgató (1982)
- Szász Imre: Sétálunk, sétálunk (1982)
- Gion Nándor: Postarablók (1982)
- Lev Kasszil: Svambránia nagy titka (1982)
- Maszat és társai (1984)
- Petrovácz István: Lány a Wiktorskán (1984)
- Volt egyszer egy esernyő (1986)
- Gerald Durrell: Állatkert a poggyászomban (1987)
- Gerald Durrell: Aranydenevérek, rózsaszín galambok (1988)
- Helyesírási gyakorló kisiskolásoknak (1989)
- Ota Hofman: Látogatók (1989)
- Aranyhíd (1989)
- Sebők Zsigmond: Dörmögő Dömötör és a labdarúgók (1990)
- V. Binét Ágnes: Gyurka számolni tanul (1993)
- Sarina Simon: Játszol velem? (1994)
- P. G. Wodehouse: A nénikém nem talpig úrinő! (1996)
- Farley Mowat: Ilyen kutya nincs is! (1997)
- P. G. Wodehouse: Gáz van, Jeeves! (1998)
- P. G. Wodehouse: Valami sumákság (1999)
- Vadnay László: Hacsek és Sajó összegyűjtött legjobb mókái (2000)
- P. G. Wodehouse: Köszönöm, Jeeves! (2001)
- Jacob Grimm, Wilhelm Grimm: Holle anyó (2002)
- P. G. Wodehouse: Nászidőszak (2003)
- P. G. Wodehouse: Jeeves szabadságon (2003)

## Diafilmek
Mesék Zsoldos Vera rajzaival:
- Demény Ottó: Ki látta Erzsit? (1968)
- Zengő ABC (1975)
- Kutya-tár (1976)
- Suttog a fenyves (1977)
- Ki a barátod? (1977)
- Pincérfrakk utcai cicák (1978)
- Tengerecki (1978)
- Vackor az óvodában (1979)
- Mese a halászról meg a kis halról (1981)
- A világszép kecskebéka (1982)
- Csipi (1985)
- Iskolás leszek (1986)
- A rozmarintszál (1987)
- Holle anyó (1987)
- Prücsök (1988)
- Vackor messzi útra indul (1990)